# 諾森 (南非)
诺森（Northam）是南非林波波省瓦特贝格区市（Waterberg）的一个小镇，塔巴津比以南54 公里。  

## 经济
城镇周边地区有铬矿和铂矿。 

## 文化与当代生活
诺森也是南非音乐节Oppikoppi的举办地。  :315每年八月吸引了数百名艺术家和数千名粉丝。